# Madeleine Vionnet
Madeleine Vionnet (Chilleurs-aux-Bois, Loiret, Centre, França, 22 de juny de 1876 — París, 2 de març de 1975) va ser una dissenyadora d'alta costura francesa, i com a tal, una de les figures més influents de la història de la moda, juntament amb Chanel i Lanvin.

## Biografia
Va començar com a aprenent als onze anys, i el 1898 va aconseguir la seva primera feina a Londres amb una modista reconeguda, Kate O'Reilly. El 1900 va tornar a París per treballar amb Madame Gerber, la dissenyadora de la luxosa casa de moda de les germanes Callot, Callot Soeurs. A partir de 1907 va treballar durant cinc anys a Doucet.
El 1912 va fundar a París (222, Rue Rivoli) la seva pròpia firma, Vionnet, amb l'obertura de la primera botiga, que va tancar durant la Primera Guerra Mundial i reobrí més endavant. Va viure a Roma el període de guerra, que va aprofitar per estudiar la cultura de l'antiga Grècia a través dels museus i les col·leccions d'art. L'estil artístic d'aquesta cultura va ser crucial en el seu desenvolupament com a dissenyadora, tant com la inspiració en la ballarina Isadora Duncan.

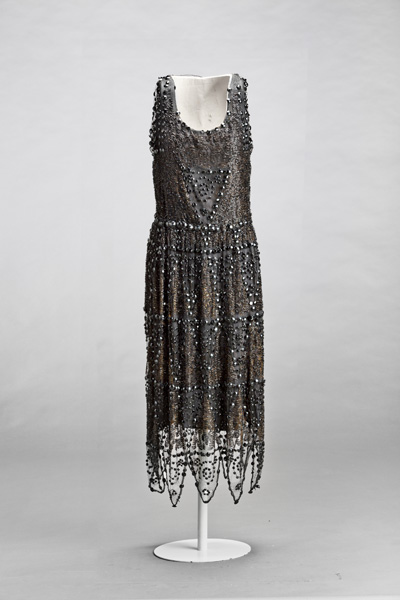
Vestit llarg gairebé fins al turmell en tul de seda negra, decorat amb pedreria i aplicació de granets de vidre, anys 20.

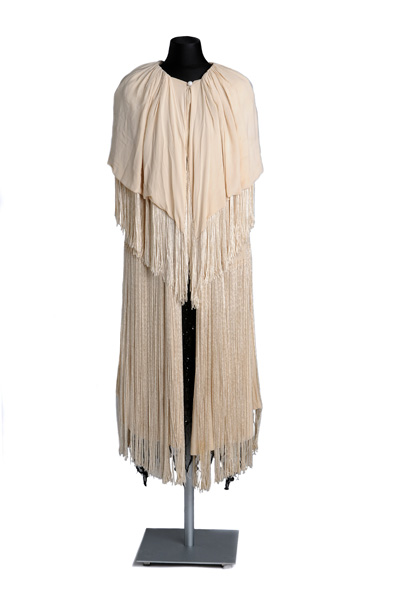
Capa amb serrells en panamà cresponat de seda de color d'ivori, 1925.

## Aportacions al món de la moda
Les seves aportacions tècniques al món de la moda són l'ús del tall al biaix, perquè solia tallar els vestits d'una sola peça, sense cisa, i l'aposta per la simplicitat i la fluïdesa, amb què alliberà la dona de rigideses, en un clar precedent del que faria després Coco Chanel, considerant que "el vestit ha de ser una segona pell, disposada a somriure quan qui el porta somriu." Va viure el seu apogeu els anys 20, quan era coneguda com "l'arquitecta de la moda", fins al punt d'inaugurar el 1923 una nova botiga a l'Avinguda Montaigne de París, que va arribar a ser denominada El Temple de la Moda, fruit de la col·laboració de la dissenyadora amb l'arquitecte Ferdinand Chanut, el decorador George de Faure i l'escultor René Lalique.
Es va retirar el 1939. El 1952 va donar al seu amic l'historiador de la moda François Boucher (autor del llibre Historia del vestit a Occident) la seva documentació, àlbums, biblioteca, models, llibres de comptes, teixits... un material que va servir perquè el 1986 es creés el Museé de la Mode et du Textile de París.

## Reconeixement
L'any 2009, el Museu de les Arts Decoratives de París va fer una primera retrospectiva d'homenatge a Madeleine Vionnet, com una de les més grans modistes franceses del segle xx, amb l'exposició de cent trenta models d'entre 1912 i 1939.